# Селіхов Георгій Валентинович

Могила на Дев'ятому міському кладовищі Харкова

Селіхов Георгій Валентинович, (1 травня 1946, м. Харків — 28 листопада 2007, Харків) — директор і художній керівник Харківського державного академічного театру опери та балету імені М. В. Лисенка (1995—2007). Заслужений діяч мистецтв України (2000), Почесний громадянин Харкова.

## Біографія
Георгій Селіхов народився 1 травня 1946 року в Харкові. У 1953—1964 роках навчався у Харківській середній спеціалізованій музичній школі-інтернаті, вищу освіту здобував у Харківському інституті мистецтв ім. І. Котляревського, який закінчив у 1969 році.
У 1969—1973 роки працював викладачем диригування у Харківському музичному училищі ім. Б. М. Лятошинського.
Обіймав посади, пов'язані з творчою інтелігенцією у Харківському обкомі комсомолу, міськвиконкомі, міськкомі та обкомі КПУ в період з 1973 до 1989 роки.
У 1989 році був призначений начальником обласного управління культури, на цій посаді залишався до 1995 року. Одночасно у 1990-і роки викладав хорове диригування у Харківському інституті мистецтв (1991—1995) та Харківському музичному училищі.
З 1995 року Г. В. Селіхов директор та художній керівник Харківського театру опери та балету ім. Лисенка.
Під керівництвом Георгія Селіхова у театрі було поставлено понад 20 нових спектаклів, понад 16 були відновлені.
Театр здійснив 40 гастрольних турів, показав понад 500 спектаклів та концертів за кордоном. Усі виступи мали схвальні відгуки у пресі. Останньою постановкою Георгія Селіхова стала опера «Князь Ігор».
Був художнім керівником звітних концертів майстрів мистецтв і творчих колективів Харківської області у Національному палаці мистецтв «Україна» (Київ, 1999 та 2001 роки).
28 листопада 2007 року Г. Селіхов помер після тривалої хвороби.

## Творчі ініціативи
У 1990—1992 роках Георгій Селіхов ініціював створення професійного камерного хору, Харківського обласного музею народної творчості, хореографічного відділення при музичному училищі, філії училища культури у м. Лозова (Харківська обл.).
Він автор ідеї заснування міжнародного свята «Слобожанська муза» (1991), щорічного фестивалю класичної музики «Харків мистецький» (1997), сценарист та режисер понад 60 концертних програм.
Селіхов один з засновників міжнародного музичного фестивалю «Харківські асамблеї» та міжнародного конкурсу Володимира Крайнева.
Був фундатором виставкового салону «Маестро».

## Нагороди
- Нагороджений орденом Української православної церкви «Святого рівноапостольного князя Володимира» (1999).
- Заслужений діяч мистецтв України (2000).
- Лауреат конкурсу «Ділова людина України» та рейтингу «Харків'янин століття» (2001).

## Вшанування пам'яті
2009 року на честь Г. В. Селіхова у будинку де він мешкав у 1983—2007 роках (вулиця Космічна, 25) встановлено пам'ятну дошку.